# Euleuctra geniculata
Euleuctra geniculata är en bäcksländeart som först beskrevs av Stephens 1836.  Euleuctra geniculata ingår i släktet Euleuctra och familjen smalbäcksländor. Inga underarter finns listade i Catalogue of Life.